# PDP-11

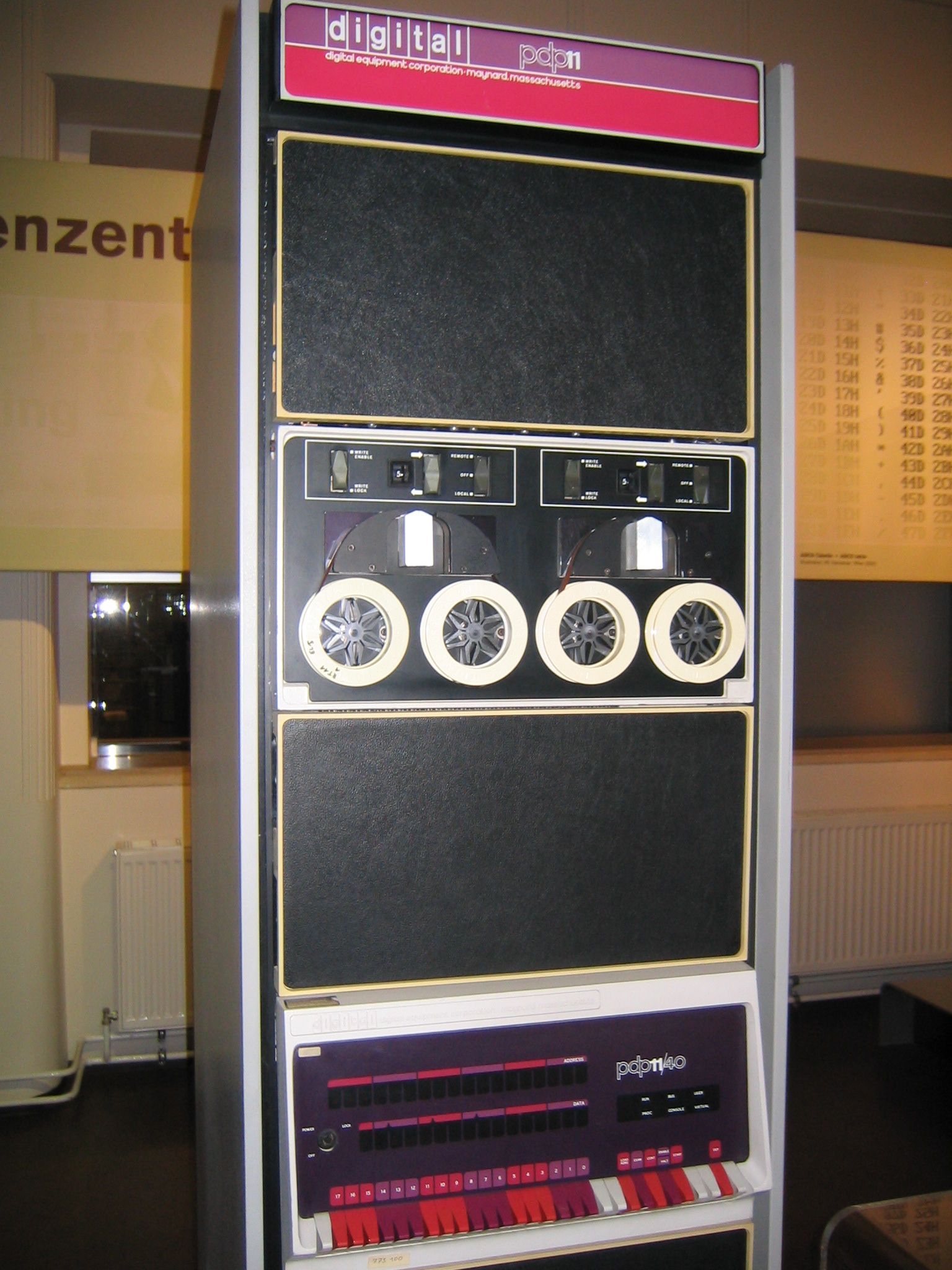
PDP-11/40 amb unitat DECtape dual TU56.

PDP-11 va ser una sèrie de miniordinadors de 16 bits fabricats per Digital Equipment Corporation en els anys 1970 i 1980. Va ser pionera en la interconnexió de tots els elements del sistema - processador, memòria RAM i perifèrics - a un únic bus de comunicació, bidireccional, asíncron. Aquest dispositiu, anomenat Unibus permetia als dispositius enviar, rebre o intercanviar dades sense necessitat de fer un pas intermedi per la memòria. La PDP-11 va ser una de les sèries de miniordinadors més venudes en la seva època i va ser un dels primers ordinadors en què va córrer el sistema operatiu Unix, desenvolupat en els Laboratoris Bell.

## Evolució

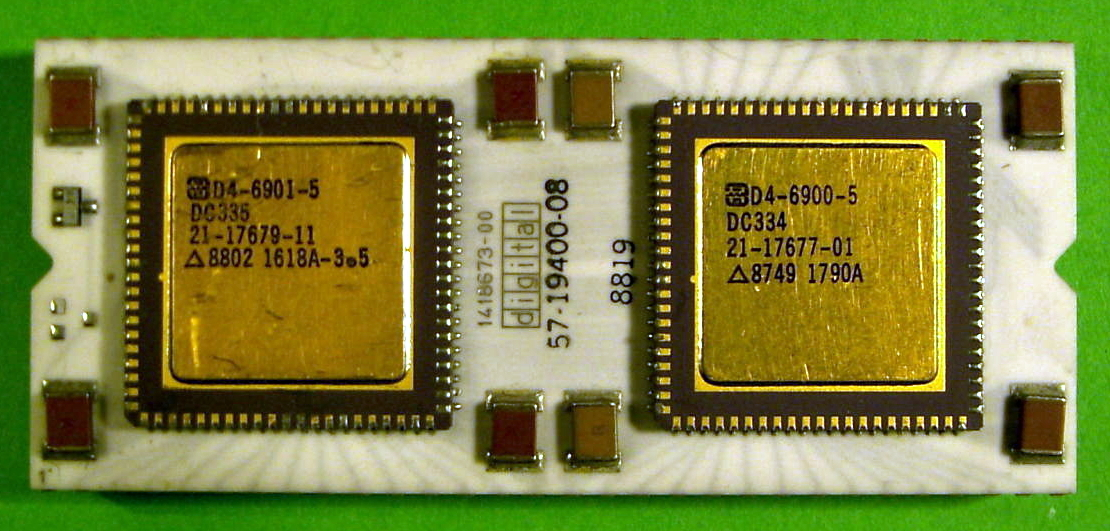
Microprocessador J-11.

La sèrie ha evolucionat amb l'avanç de la tecnologia, des d'una CPU feta amb circuits integrats TTL MSI a microprocessadors, com el LSI-11. Les versions més recents, del PDP-11/75 en endavant, han incorporat el J-11, amb registres duplicats, tres piles o stacks (usuari, nucli i supervisor), memòria virtual (22 bits), memòria cau i espais de memòria separats per a instruccions i dades. Era un xip massa ambiciós per a la seva època, però mai va arribar a complir amb les expectatives, a causa de problemes de disseny i discussions entre DEC i Harris Semiconductor, fabricant dels xips.
Durant la Guerra Freda, l'arquitectura de la sèrie PDP-11 es va clonar a l'URSS sense l'autorització del fabricant, de manera que els programes que corrien en màquines d'aquesta sèrie podien ser executats sense canvis en els «clons» fabricats a l'Europa de l'Est.

## Característiques
- Vuit registres de 16 bits:
  - Els primers sis (0% a 5%) per a ús general.
  - El setè (6%) és el punter de pila («Stack Pointer»).
  - El vuitè (7%) és el comptador de programa («Program Counter»).

- Té un conjunt d'instruccions altament ortogonal, amb vuit modes d'adreçament.[5]
- Compte amb quatre flags: ZNVC
  - Z = 1 vol dir que l'últim valor que va sortir de la ALU és 0.
  - N = 1 vol dir que l'últim valor que va sortir de la ALU és negatiu.
  - V = 1 vol dir que l'última operació de la ALU ha produït un desbordament de memòria intermèdia.
  - C és equivalent al ròssec de sortida de l'última operació de la ALU.